# Bukovec (Dubá)
Bukovec (německy Buckholz) je malá vesnice v katastrálním území Zakšín a část města Dubá v okrese Česká Lípa. Nachází se pět kilometrů jihozápadně od Dubé, v údolí Liběchovky v severní části chráněné krajinné oblasti Kokořínsko – Máchův kraj. Místní zástavba je od roku 1995 chráněná jako vesnická památková zóna.

## Historie
První písemná zmínka o vsi pochází z počátku 17. století. Po většinu své známé existence byla rozdělena administrativně na dvě části, rozdělené původní silnicí údolím Čertovky k Bylochovu. Obě části dnes pod jménem Bukovec patří k Dubé.
Jihozápadní část patřila zprvu k statku Radouň, pak k liběchovskému statku ležícímu na jihu a k Bylochovu. Bylochov patříval do někdejšího okresu Štětí, pak Dubá a Roudnice. Tato část se nazývala Bukolitz, pak Pokolitz, česky Pokolice. U Pokolice je Šnekův důl, v němž bylo stavení koupené roku 1765 Františkem Schneckem. Při hlavní silnici na Českou Lípu byl zděný hostinec čp. 15 z roku 1836, po roce 1953 byl zchátralý zbourán.
Severovýchodní část patřila k panství Bernštejn, Deštná, Doksy, katastrálně pod Zakšín, v letech 1949 až 1960 v okrese Doksy, až poté do okresu Česká Lípa. I tato část prošla změnou názvu od Buchholz k Bukovci - německy Buckholz.

## Přírodní poměry
Hlavní část Bukovce leží ve vedlejším údolí pod vrchem Šiškou (336 metrů). Vesnice Bylochov, do níž stoupá cesta z tohoto údolí, patří již k obci Snědovice litoměřického okresu. K Bukovci patří ještě Pustý Zámek, skupina usedlostí ležící pod Pustým zámkem výše proti proudu Liběchovky. Ještě výše se na Liběchovce nachází Bukovecký mlýn, který však již patří k místní části Zakšín.
Údolím Liběchovky se vine frekventovaná silnice I/9 od Mělníka do České Lípy. Ve vsi je i autobusová zastávka, v níž zastavuje několik dálkových linek z Prahy na Českolipsko. Červeně značená turistická trasa vede přes Pustý zámek a Bukovecký mlýn.
Na severu vybíhá nad obec ostroh kopce Šiška (335 metrů) a z východní strany údolí Liběchovky lemuje hřeben Rače s mnoha pískovcovými skalami. Na jeho svahu směrem ke vsi je zřícenina Pustého zámku.
Celá vesnice leží v Chráněné krajinné oblasti Kokořínsko– Máchův kraj. Necelé dva kilometry jihovýchodně od vsi se nachází chráněná přírodní památka Osinalické bučiny.

## Obyvatelstvo
Při sčítání lidu v roce 1921 v části vsi žilo 53 obyvatel (z toho 24 mužů) německé národnosti, z nichž byl jeden evangelík a ostatní se hlásili k římskokatolické církvi. Podle sčítání lidu z roku 1930 měla tato část 57 obyvatel německé národnosti (56 katolíky a jednoho evangelíka). Část Bukovce patřila k Bylochovu a v roce 1921 v ní žilo 47 obyvatel (z toho 21 mužů), z nichž byl jeden Čechoslovák a 46 Němců. Kromě jednoho evangelíka se hlásili k římskokatolické církvi. Podle sčítání lidu z roku 1930 měla bylochovská část Bukovce 53 obyvatel: jednoho Čechoslováka a 52 Němců. Všichni byli římskými katolíky.
| Rok            | 1869 | 1880 | 1890 | 1900 | 1910 | 1921 | 1930 | 1950 | 1961 | 1970 | 1980 | 1991 | 2001 | 2011 | 2021 |
| -------------- | ---- | ---- | ---- | ---- | ---- | ---- | ---- | ---- | ---- | ---- | ---- | ---- | ---- | ---- | ---- |
| Počet obyvatel | 134  | 130  | 120  | 105  | 105  | 100  | 110  | 35   | 24   | 22   | 14   | 11   | 7    | 8    | 10   |
| Počet domů     | 28   | 27   | 28   | 27   | 26   | 26   | 26   | 18   | 18   | 8    | 7    | 6    | 25   | 25   | 25   |

## Pamětihodnosti
Kvůli řadě zachovalých roubených stavení lidové architektury je zde vyhlášena vesnická památková zóna. Osm usedlostí (čp. 5, 10, 14, 15, 18, 19, 20, 23) je chráněno jako kulturní památky.

## Galerie

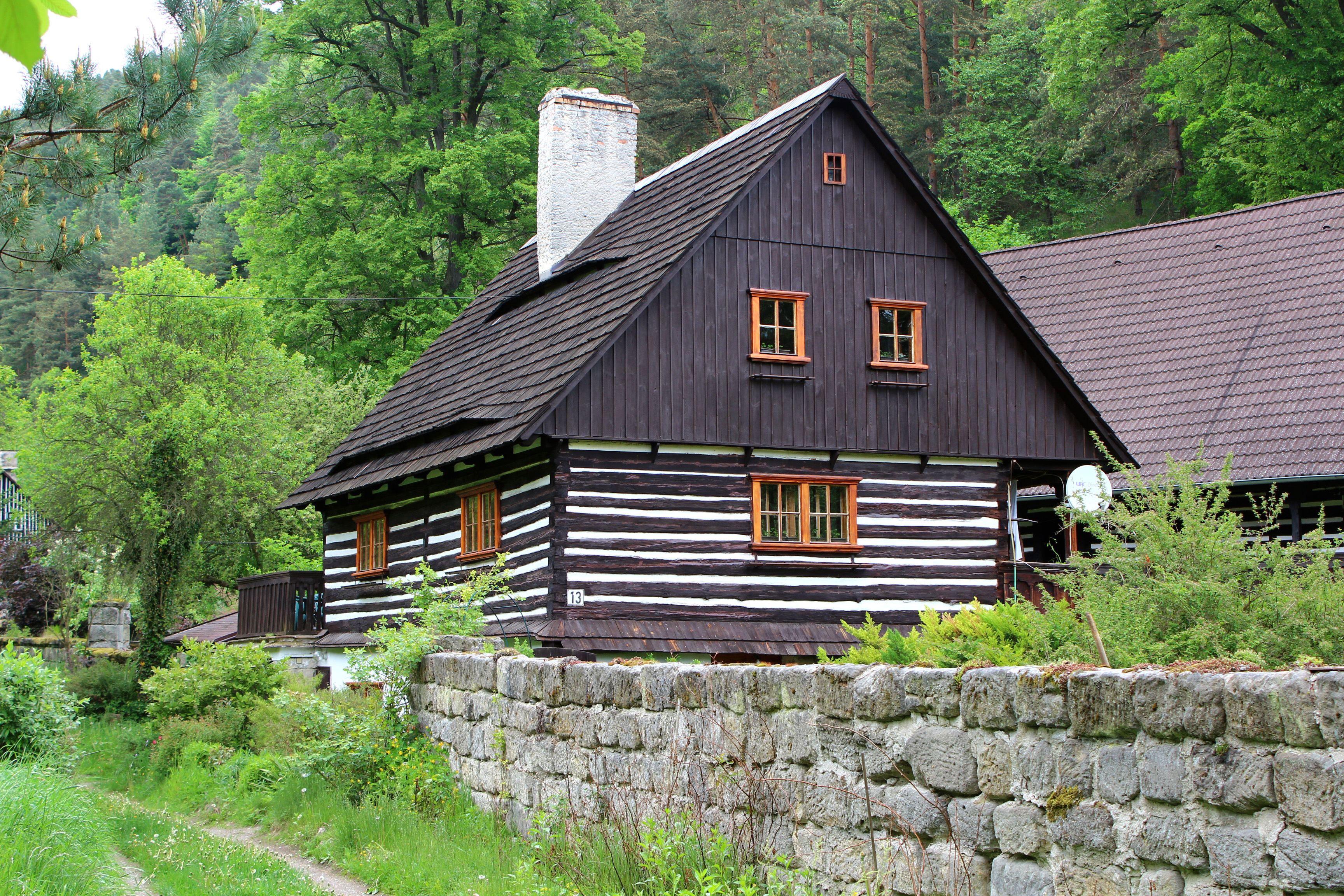
Dům čp. 13 u hlavní křižovatky v Bukovci
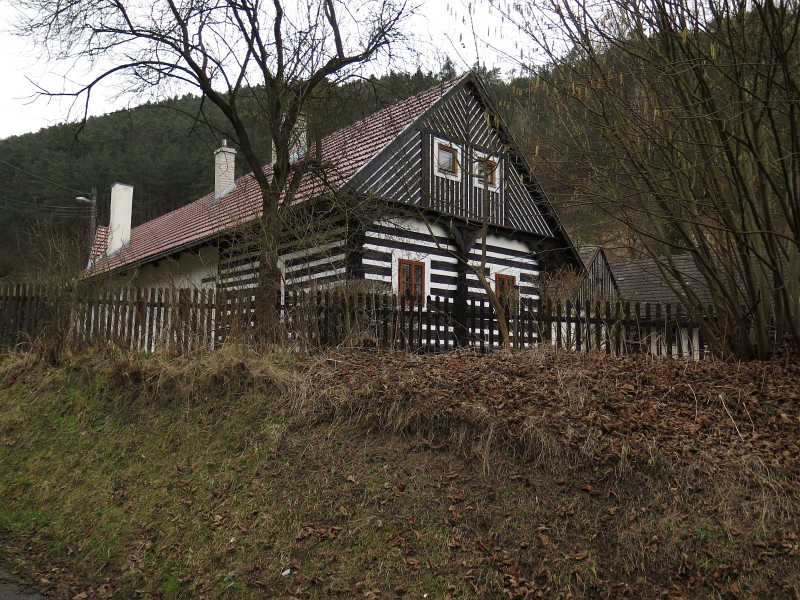
Dům čp. 15
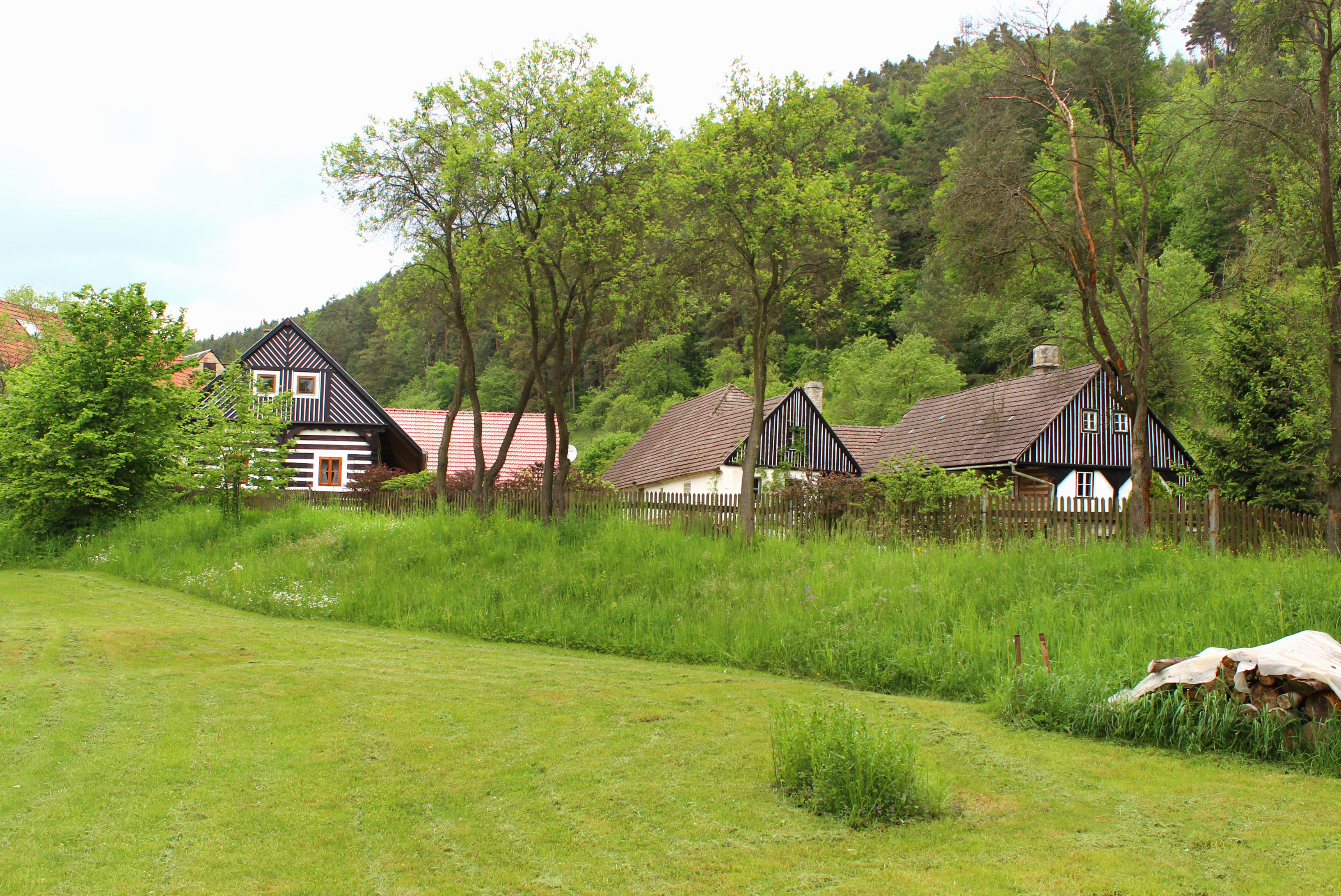
Domy čp. 15 a 4
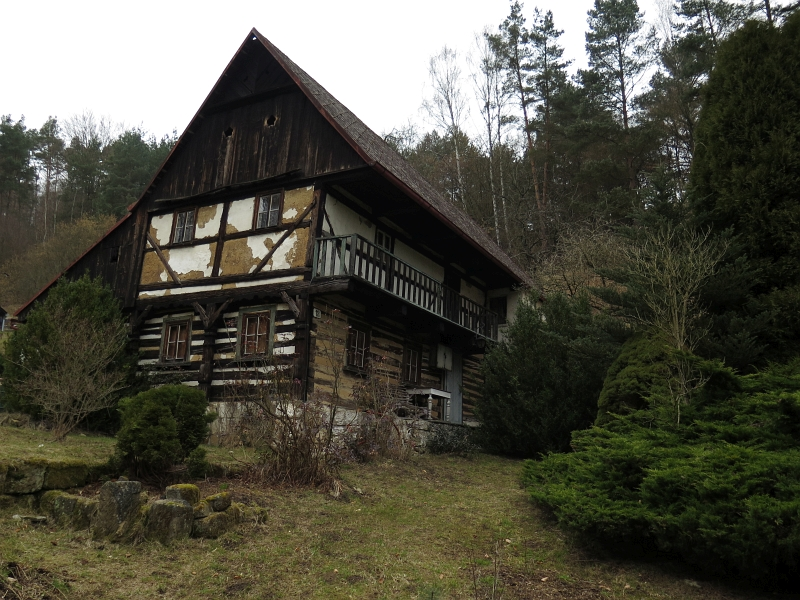
Dům čp. 18
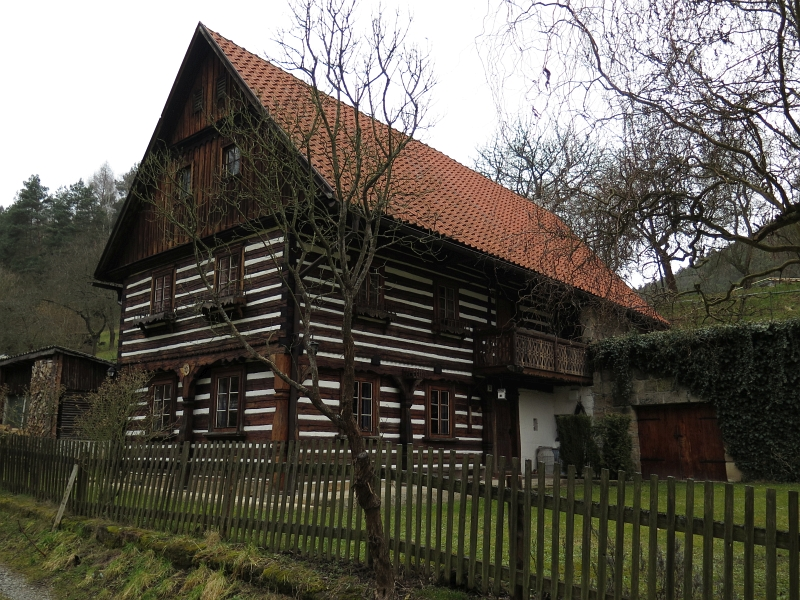
Roubený dům čp. 20